# Portique des Athéniens
Le portique des Athéniens ou stoa des Athéniens est un monument du sanctuaire de Delphes, en Grèce , situé immédiatement au sud du temple d'Apollon. Il a été construit par les Athéniens au début de la période classique, vers 478-470 av. J.-C.
Le côté sud du mur polygonal de la terrasse du temple d'Apollon forme le mur nord de la stoa, constituée d'une nef unique dont la colonnade ionique s'ouvre vers le sud-est. La stoa a été dédiée à Apollon par les Athéniens après les guerres médiques.

## Contexte
Le portique des Athéniens a été construit à Delphes après la victoire navale sur les Perses à Sestos, en Thrace, sur l'Hellespont, en 478 av. J.-C.. Il était dédié à Apollon et aux Athéniens qui ont péri dans les guerres médiques.
Les vestiges de la stoa ont été fouillés en 1880 par l'École française d'Athènes, sous la direction de Bernard Haussoullier.

## Description

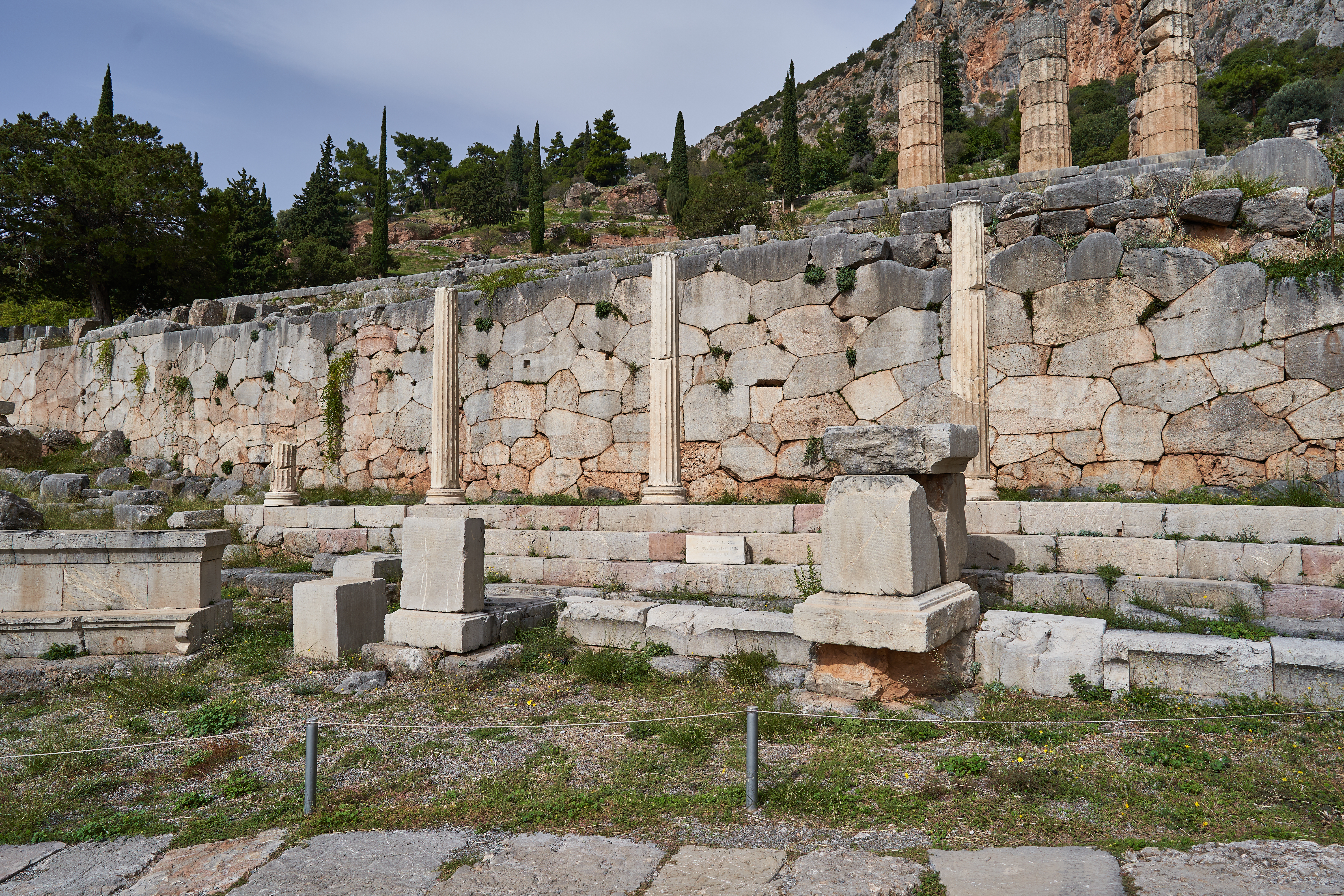
Le portique des Athéniens et le mur polygonal soutenant le temple d'Apollon. La dédicace de la stoa est lisible, sauf les deux derniers mots, sur le stylobate.

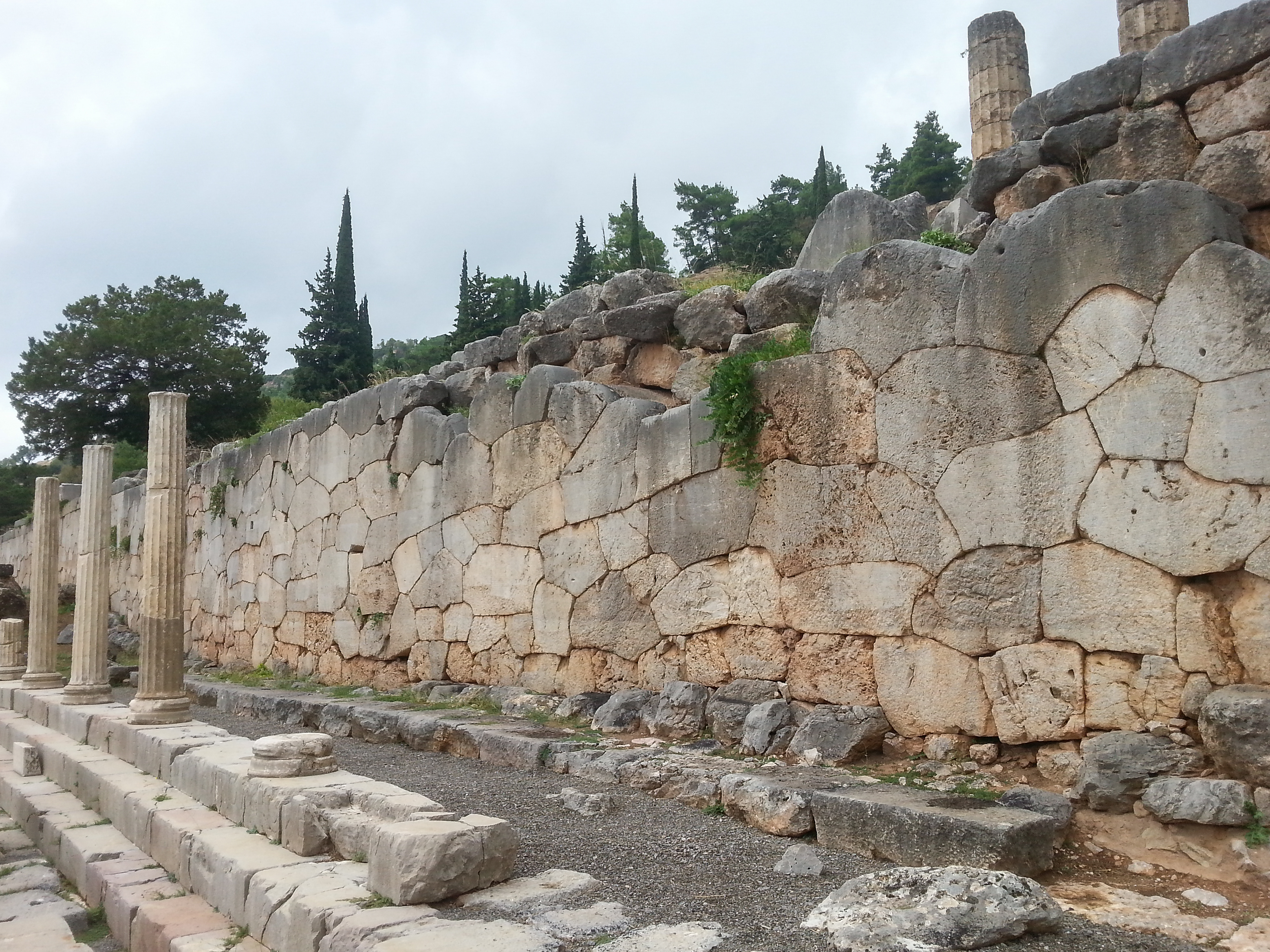
Le portique et le mur polygonal, partie est. Ici sont visibles les deux derniers mots ΤOΝ ΠΟΛΕ[ΜΙO]Ν de la dédicace.

La stoa des Athéniens a été établie contre le mur polygonal soutenant la terrasse du temple d'Apollon. Le monument a été identifié par l'inscription encore lisible sur le stylobate, écrite en alphabet attique archaïque : 
ΑΘEΝΑΙΟΙ ΑΝΕΘΕΣΑΝ ΤEΝ ΣΤΟΑΝ ΚΑΙ ΤΑ ΗΟΠΛ[Α Κ]ΑΙ ΤΑΚΡΟΤΕΡΙΑ HΕΛΟΝΤΕΣ ΤOΝ ΠΟΛΕ[ΜΙO]Ν
« Les Athéniens ont dédié le portique, les armes et les ornements (de proue ou de poupe) des navires pris aux ennemis »,:177.
Les armements mentionnés dans l'inscription se réfèrent probablement à des cordes prises sur des navires perses, probablement celles qu'ils ont utilisées pour construire leur vaste pont de bateaux sur l'Hellespont, décrit par Hérodote.
Sur la krépis à trois degrés, mesurant 26,50 m de long et 3,10 m de large, se dressent au moins  sept colonnes cannelées monolithes d'ordre ionique, hautes de 3,31 m. Les colonnes sont en marbre pentélique et leurs bases en marbre de Paros. La distance qui les sépare est assez importante, créant des ouvertures qui laissaient la lumière pénétrer largement dans le bâtiment, probablement recouvert d'un toit en bois. La krépis et la colonnade ont été restaurées.

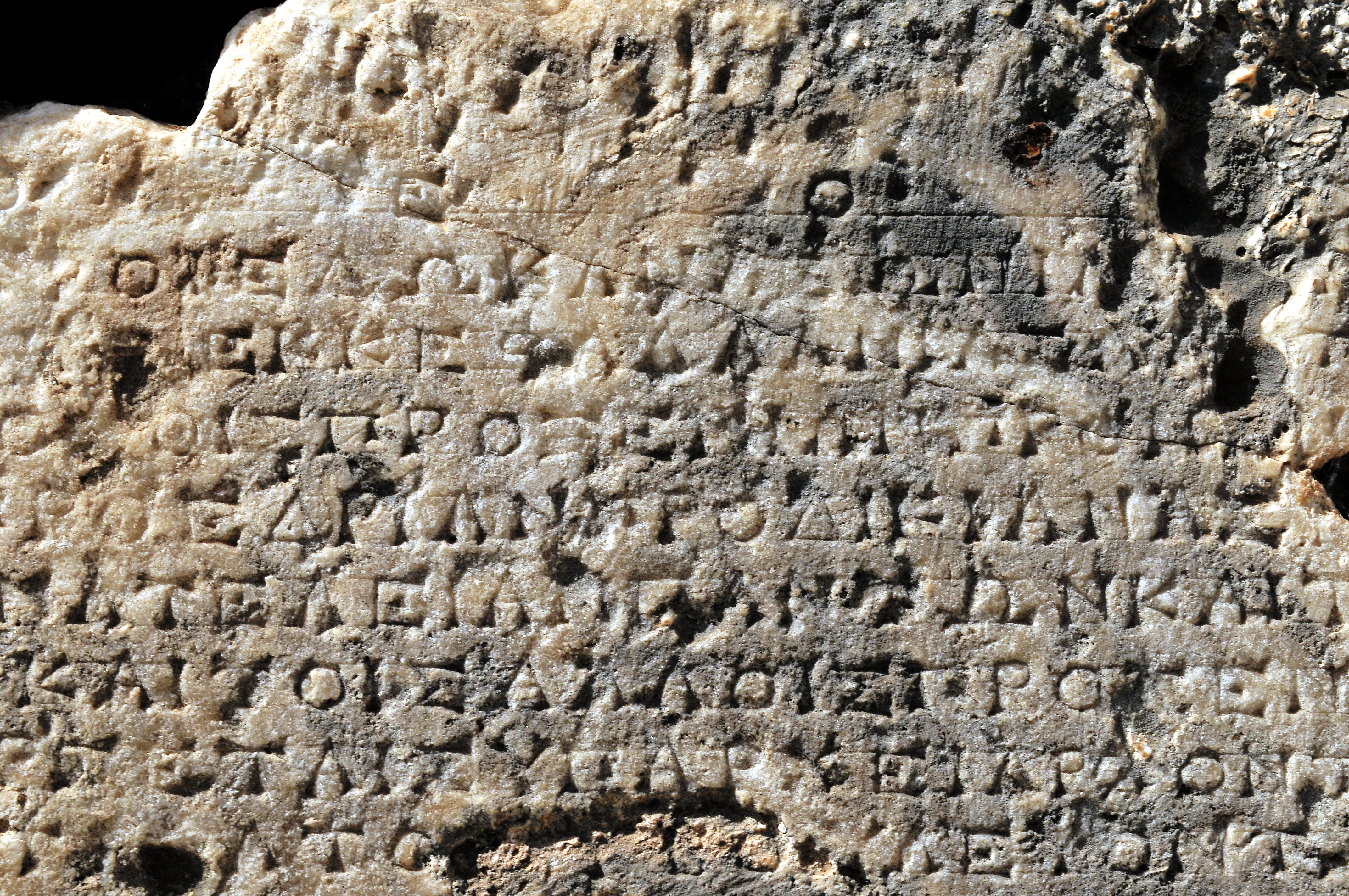
Inscriptions de manumission sur le mur polygonal.

Sur le mur polygonal à l'arrière de la stoa, particulièrement sur la partie ouest, ont été gravées environ six cents inscriptions de manumission (en), actes d'affranchissement d'esclaves sous forme de vente fictive au dieu Apollon:178.
Très probablement, le portique a été construit après les victoires navales contre les Perses à Mykale et Sestos, en 478 av. J.-C. Il a été utilisé pour stocker le butin de guerre, principalement des victoires navales contre les Perses à Mykale, Sestos, Salamine et sur l'Hellespont.